# Frontón Euskal-Jai
El Euskal-Jai fue un frontón situado en el casco viejo de Pamplona. Se inauguró en 1909 y se mantuvo con una programación estable hasta 1977. En el año 1994 fue ocupado, y mantuvo una actividad como centro social okupado hasta el 2004 año en el que fue desalojado y derribado por el Ayuntamiento.
Tras tres intentos de desalojo a lo largo de los años, es en 2004 cuando el Ayuntamiento de Pamplona asaltó el Casco Viejo con policía y maquinaria y consiguió desalojar el espacio tras días de resistencia desde dentro y desde fuera del edificio.